# Bukit Sari (Napal Putih)
Bukit Sari is een bestuurslaag in het regentschap Bengkulu Utara van de provincie Bengkulu, Indonesië. Bukit Sari telt 498 inwoners (volkstelling 2010).